# Трою Троев
Трою Димов Троев е български ядрен физик и общественик. Професор, ръководител на направлението по позитронна спектроскопия в Института за ядрени изследвания и ядрена енергетика при Българската академия на науките (от 1978). Председател на българската асоциация ЕВРОАТОМ-ИЯИЯЕ (от 2006 до 2013). Първи председател на Хумболтовия съюз в България (1992 – 1996).

## Биография
През 1969 година Троев завършва магистратура по атомна физика в Софийския университет. Между 1974 и 1978 година прави докторат в Института по ядрени изследвания и ядрена енергетика на БАН. В същия институт защитава научната степен „доктор на физическите науки“ през 1993 година.
Прави общо седем хумболтови престоя в Германия: в Института Макс-Планк за физика в Щутгарт (1982, 1984, 1985, 1994, 2000, 2004) и в Университета в Бон (1997).

## Научна дейност
Научните интереси на Троев са в областите позитронна физика, ядрена физика, управляем термоядрен синтез. Научните му постижения включват:
- взаимодействие на позитроните в кондензирани вещества;
- моделни пресмятания на позитронните вълнови функции във вещества, облъчени с 14 МеV неутрони и съдържащи водород и хелий;
- експериментална позитронна спектроскопия.

Троев провежда за първи път изследвания на електрон-позитронната анихилация в кондензирани вещества и основните му резултати допринасят към фундаменталните научни познания за взаимодействието на позитронното лъчение с веществото в кондензирани среди.

## Обществена дейност
Проф. Троев е представител на България в програмния комитети „ЕВРАТОМ – Ядрен синтез“ на Седма рамкова програма. От 2009 година е член на висшия научен съвет на Европейското ядрено общество в Брюксел.
През 1992 година е съосновател и първи председател (1992 – 1996) на Хумболтовия съюз в България. Организира Хумболтова конференция през 1995 година в София и регистрира в Столичния общински съвет на предложение улица в квартал „Гео Милев“ на името на Александър фон Хумболт. Носител е на отличието Почетен знак на Хумболтовия съюз в България. На поста е наследен от акад. Евгени Головински през 1997 година.

## Избрани публикации
- Troev, T., K. Hinode, S. Tanigawa and M. Doyama. Positron Study of the Martensitic Transformation in Fe–29 at.% Ni. – Applied Physics, 13, 1977, 105 – 107;
- Topalov, P., T. Troev. Optical Stimulation of the Electron–Positron Annihilation in Solids. – Journal Physics D, 15, 1982, 1491 – 1500;
- Troev, T., I. Penev, H. Protochristov. Positron Annihilation in UO2. – Physics Letters A, 100, 1984, 221 – 225;
- Troev, T. An Experiment to Demonstrate the P–parity Conservation in e-e+ Annihilation. – Material Science (CH), 110, 1992, 2001 – 2004.;
- Shivachev, B., T. Troev, T. Yoshiie. Positron Lifetime computations of defects in nickel containing hydrogen or helium. – J. Nucl. Mater. [H], 307 – 311, 2002, 961 – 965;
- Troev, T., A. Markovski, S. Peneva, T. Yoshiie. Positron lifetime calculations of defects in chromium containing hydrogen or helium, – Journal Nuclear Materials, 359, 2006, 93 – 101;
- Troev, T. et al. Positron Lifetime Calculations of Defects in Fusion Neutron Irradiated Beryllium. – Nuclear Instruments and Methods in Physical Research B, 2008.[2]